# Swanley Village
Swanley Village är en ort i grevskapet Kent i sydöstra England. Orten ligger i distriktet Sevenoaks, strax nordost om Swanley. Tätorten (built-up area) hade 346 invånare vid folkräkningen år 2021.